# 那閉神社
那閉神社（なへじんじゃ）は、静岡県焼津市浜当目に鎮座する神社。

## 概要

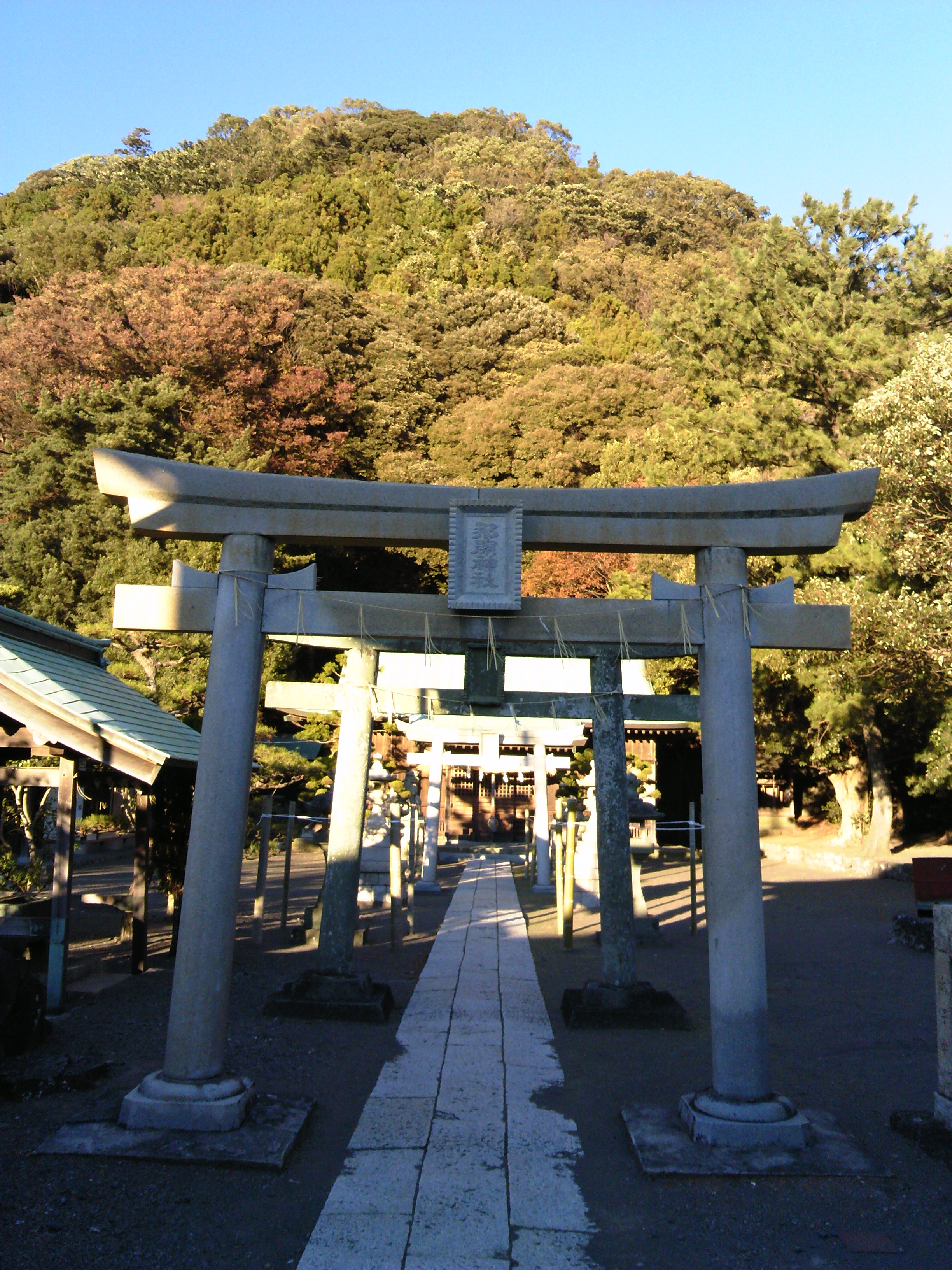
那閉神社の鳥居

神奈備山である当目山（虚空蔵山）の山裾に鎮座しているため、「虚空蔵さん」とも呼ばれる。
継体天皇3年（509年）、物部氏の勧請により創祀されたとの社伝がある。
はじめ鍋崎海中の神の岩に祀られたが、後に当目山（虚空蔵山）に遷されたともいう。
『延喜式神名帳』に記載の式内社。『駿河国神名帳』には、正五位下「奈閉天神」との記載がある。
江戸期には鍋嶋大明神、鍋神社、鍋崎大明神とも称した。
明治期の神仏分離に際して願成寺と分離した。

## 祭神
- 事代主命
- 大国主命

## 文化財
焼津市指定有形文化財
- 常夜灯：文政5年（1822年）

## 摂末社
境内には次の3社が鎮座する。
境内社
- 津島神社 - 祭神：須佐之男命
- 青木神社 - 祭神：須藤左門
- 稲荷神社 - 祭神：豊受神、御食神、宇迦之御靈神

## ギャラリー

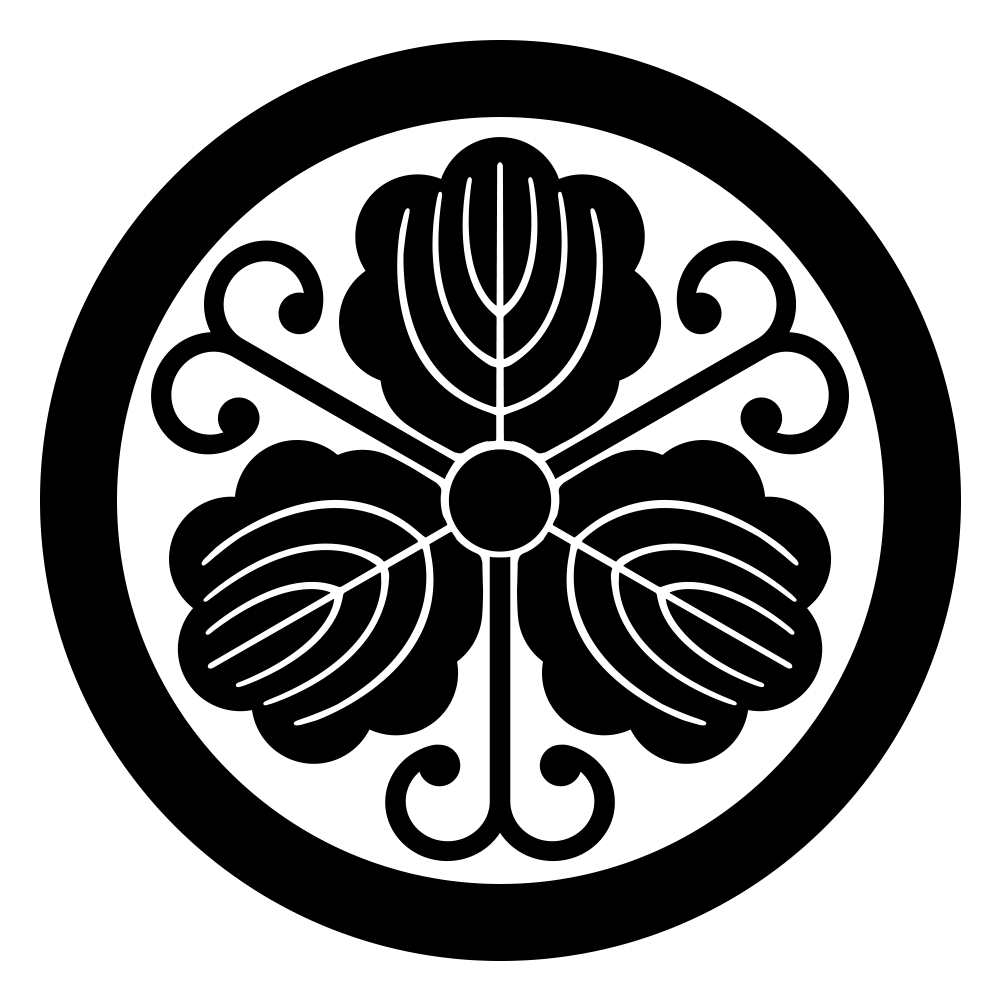
まるにつるかしわ 丸に蔓柏（神紋）